# I signori preferiscono le bionde
I signori preferiscono le bionde (Gentlemen Prefer Blondes) è un film muto del 1928 diretto da Malcolm St. Clair. La sceneggiatura di Anita Loos e di John Emerson si basa sul romanzo Gentlemen Prefer Blondes: The Illuminating Diary of a Professional Lady della stessa Loos e sul lavoro teatrale Gentlemen Prefer Blondes di Loos ed Emerson, andato in scena in prima a Broadway al Times Square Theatre il 27 settembre 1926.

## Produzione
Il film, prodotto dalla Paramount Famous Lasky Corporation, fu girato da inizio ottobre a novembre 1927.

## Distribuzione
Il copyright del film, richiesto dalla Paramount Famous Lasky Corp., fu registrato il 28 gennaio 1928 con il numero LP24920.
Distribuito dalla Paramount Pictures, il film fu presentato in prima al Rivoli Theatre di New York il 14 (o 15?) gennaio 1928.
Non si conoscono copie ancora esistenti della pellicola che viene considerata presumibilmente perduta.